# Liste der Pfarren im Dekanat Dornbirn
Das Dekanat Dornbirn ist ein Dekanat der römisch-katholischen Diözese Feldkirch.

## Seelsorgestellen mit Kirchengebäuden und Kapellen
| Seelsorgestellen        | Kirchengebäude und Kapellen |                                          |
| Dornbirn (Markt)        | Pfarrkirche Dornbirn-St. Martin Franziskanerkirche (ehemalige Kapuzinerkirche) zum Schutzfest des hl. Josef, Kapelle zur Hl. Dreifaltigkeit und 14 Nothelfer in Kehlen, Kapelle Zu den Sieben Schmerzen Mariä in Vorderachmühle | Hl. Martin                               |
| Dornbirn – Hatlerdorf   | Pfarrkirche zum hl. Leopold Kapelle in Hatlerdorf, Lourdeskapelle in Mühlebach, Marienkapelle Hinterachmühle | Hl. Leopold                              |
| Dornbirn – Oberdorf     | Pfarrkirche hl. Sebastian Filialkirche zum Unbefleckten Herzen Mariä (Fatima-Kirche) im Gütle, Filialkirche Maria Schnee in Kehlegg, Filialkirche Maria, Königin des Friedens in Watzenegg, Mariahilfkapelle in Watzenegg, Kapelle Maria vom Siege in Rhomberg, Kapelle zur hl. Ottilia in Oberfallenberg, Mariakapelle in Schwendebach, Mariakapelle in Schauner, Mariakapelle in Salzmann, Kapelle zu den hll. Magdalena und Wendelin in Ammenegg, Kapelle in Unterfallenberg, Mariahilfkapelle in Beckenmann, Kapelle Bürgle auf dem Weg zum Bürgle | Hl. Sebastian                            |
| Dornbirn – Haselstauden | Pfarrkirche zu Unserer Lieben Frau Mariä Heimsuchung Kapelle zu Maria Hilf in Jennen, Kapelle zu Maria Schnee in Winsau, Kapelle Maria, Pforte des Himmels | Zu Unserer Lieben Frau Mariä Heimsuchung |
| Dornbirn – Rohrbach     | Pfarrkirche zum hl. Christoph | Hl. Christoph                            |
| Dornbirn – Schoren      | Pfarrkirche: Pfarrkirche zum hl. Bruder Klaus | Hl. Bruder Klaus                         |
| Ebnit                   | Pfarrkirche zur hl. Maria Magdalena | Hl. Maria Magdalena                      |
| Fußach                  | Pfarrkirche zum hl. Nikolaus Kapelle im Riedgarten | Hl. Nikolaus                             |
| Gaißau                  | Pfarrkirche Hl. Othmar Dreifaltigkeitskapelle im Josefsheim | Hl. Othmar                               |
| Höchst                  | Pfarrkirche Hl. Johannes der Täufer Kapelle zum Göttlichen Erlöser, Lourdeskapelle (Heidenkapelle) | Hl. Johannes der Täufer                  |
| Hohenems – St. Karl     | Pfarrkirche zum hl. Karl Borromäus Kapelle zum hl. Josef in Unterklien, Kapelle hl. Karl Borromäus im Markt, Kapelle hl. Sebastian und hl. Antonius im Friedhof, Kapelle hl. Dreifaltigkeit im Schwefel, Kapelle St. Rochus und Marienkapelle Buggenau in Reute | St. Karl                                 |
| Hohenems – St. Konrad   | Pfarrkirche Herrenried Kapelle zum hl. Johann Nepomuk in Bauern | Hl. Konrad                               |
| Lustenau – Kirchdorf    | Pfarrkirche zu den hll. Peter und Paul Kapelle zu Unserer Lieben Frau von Lourdes in der Morgenstraße | Peter und Paul                           |
| Lustenau – Rheindorf    | Pfarrkirche zum göttlichen Erlöser Lorettokapelle | Zum göttlichen Erlöser                   |
| Lustenau – Hasenfeld    | Pfarrkirche zum Guten Hirten Kapelle zum hl. Antonius am Wiesenrain, Rosenkranzkapelle im Ochsenvorach | Zum Guten Hirten                         |

## Dekanat Dornbirn
Das Dekanat gehörte bis 1819 zum Bistum Konstanz. Dekanat seit 1821. Seit 2018 ist Vikar Paul Riedmann Dekan.